# Sliestorp
Sliestorp eller Slistorp (på tysk Sliasthorp, sammensat af Sli og torp) omtales første gang i de frankiske rigsannaler i 804. Det blev tidligere antaget, at navnet kunne være et tidligt navn for Slesvig by. Men efter at arkæologiske udgravninger ved landsbyen Fysing i årene 2010 til 2012 bragte over 200 oldtidsbygninger for dagen, menes nu at Sliestorp kunne identificeres med udgravningsområdet ved Vindingmaj ved Fysing (se Fysing Vikingeby). Stedet ligger kun få kilometer øst for Hedeby/Slesvig by i nærheden af Dannevirkes slispærring. Med sin placering i det indre del af Slien mellem Fysing Å og halvøen Rejsholm kunne skibe nemt transportere mandskab, mad og våben. Dateringer viser, at vikingebyen ved Fysing blev opført omkring 100 år før Hedeby, altså omkring år 700. 